# Регламент про батареї
Регла́мент про батаре́ї (Регламент (ЄС) № 2023/1542) — нормативно-правовий акт, який регулюює батареї та використані батареї в Європейському Союзі. Він є частиною гармонізованого законодавства Союзу для внутрішнього ринку та екологічної політики Союзу. Регламент був виданий Європейським Парламентом та Радою Європейського Союзу 12 липня 2023 року та набув чинности 17 серпня 2023 року. Однак більшість його норм набула чинності лише 18 лютого 2024 року.
Серед іншого, Регламент встановлює вимоги до довговічності, безпеки, маркування, етикетування та інформації для акумуляторів, що розміщуються на внутрішньому ринку або вводяться в експлуатацію в межах Союзу.
Як Регламент, він має пряму дію на всій території ЄС. Крім того, через угоду про ЄЕЗ він також застосовується в Ісландії, Ліхтенштейні та Норвегії.